# گولدن پوینت، ویکتوریا
گولدن پوینت (به انگلیسی: Golden Point) یک منطقهٔ مسکونی در استرالیا است که در ویکتوریا (استرالیا) واقع شده‌است.

## جستارهای وابسته

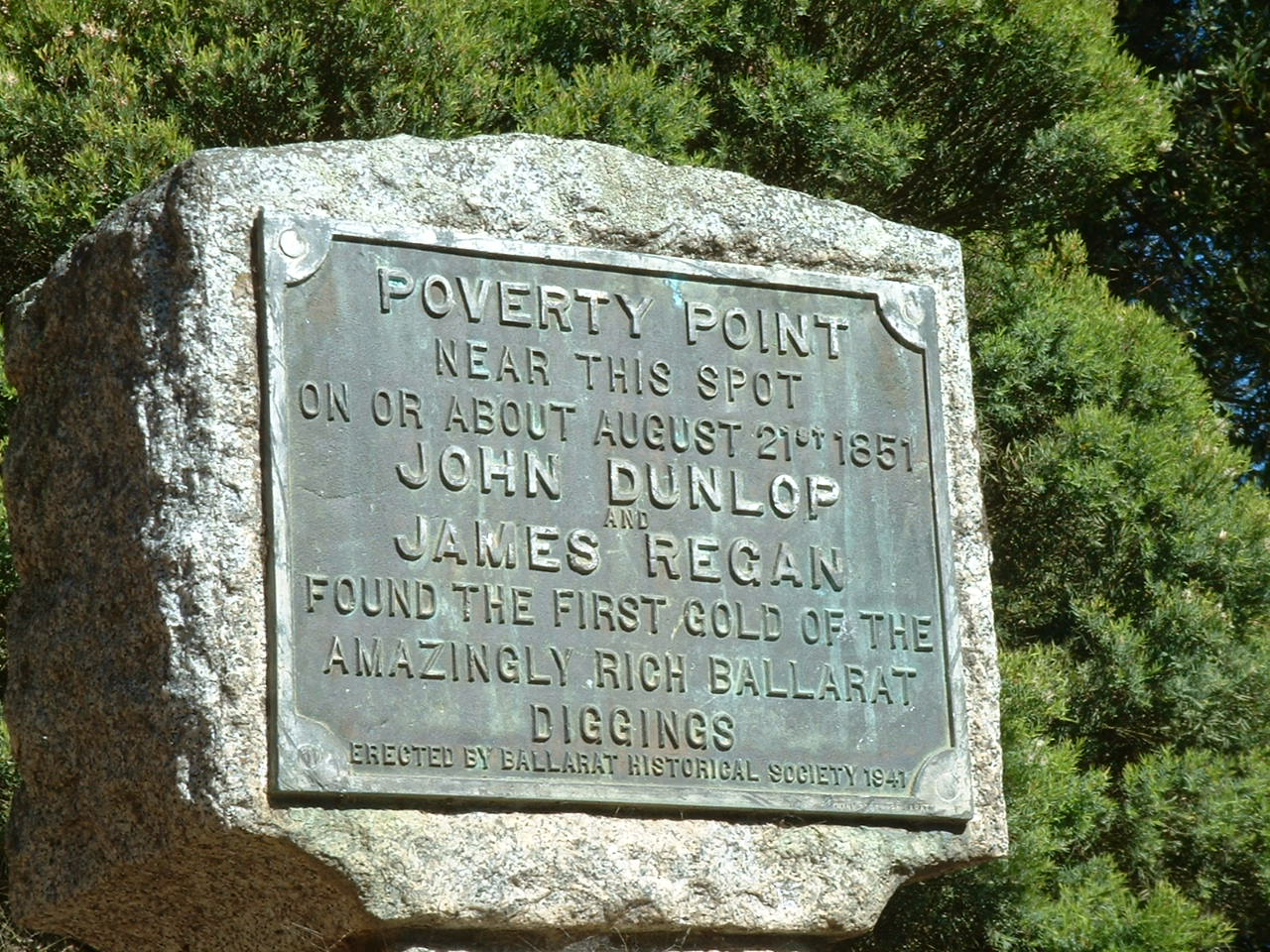
نشانگر نقطه کشف طلا

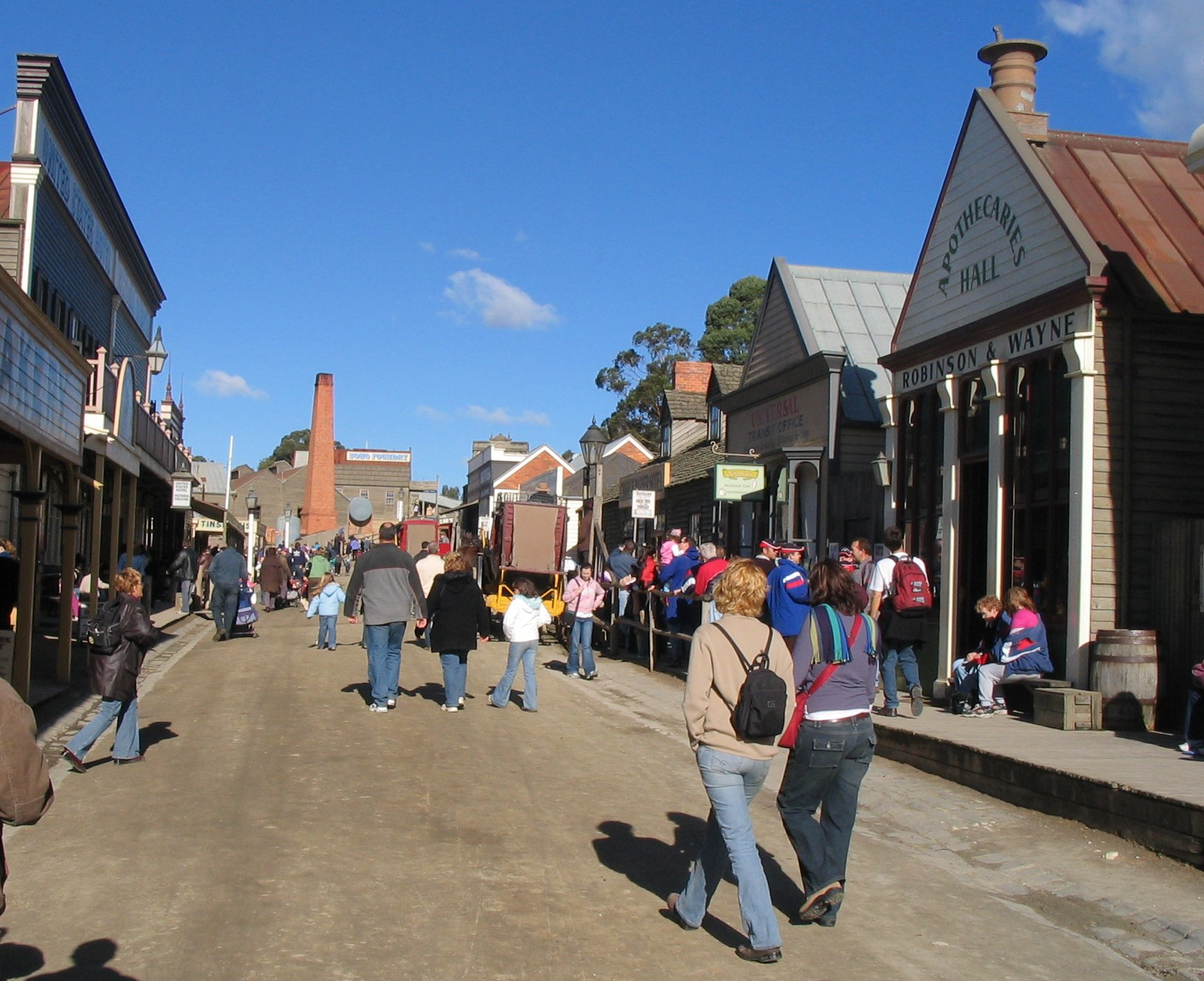
پارک تاریخی تپه سلطان